# 池谷信三郎賞
池谷信三郎賞（いけたにしんさぶろうしょう）は、小説・戯曲などで頭角を現しながらも、33歳で早世した池谷信三郎の名を冠し、「文学界」同人たちが中心になり、文藝春秋社によって設立された新人のための文学賞。
創作、批評などの文芸作品に贈られる。第6回まで年2回、第7回から年1回になり、第9回（1942年）で終了した。第1回の受賞者となった中村光夫の回想によると、文藝春秋の代表で会った菊池寛は、この賞を小説主体のものとしたかったようだが、『文学界』同人側は現在必要なのは批評への賞であるという見地から批評と翻訳に対して授賞していったため、途中で菊池が申し入れをして、小説に授賞するようになったのだという。そのため、第1回の授賞式での菊池寛はすこぶる不機嫌であったという。

## 受賞者
- 第1回（1936年下期）- 中村光夫『二葉亭四迷論』／保田與重郎『日本の橋』
- 第2回（1937年上期）- Q（津村秀夫）― 映画批評の業績に対し
- 第3回（1937年下期）- 神西清 ― 翻訳の業績に対し
- 第4回（1938年上期）- 亀井勝一郎『人間教育』
- 第5回（1938年下期）- 外村繁『草筏』
- 第6回（1939年上期）- 日比野士朗『呉淞クリーク』
- 第7回（1940年）- 田中英光『オリンポスの果実』
- 第8回（1941年）- 該当作なし
- 第9回（1942年）- 堺誠一郎『廣野の記録』／石塚友二『松風』／伊藤佐喜雄『春の鼓笛』